# Gippius sumptuosus
Gippius sumptuosus är en fjärilsart som beskrevs av Walker 1855. Gippius sumptuosus ingår i släktet Gippius och familjen Thyrididae. Inga underarter finns listade i Catalogue of Life.